# 中国の篆刻家一覧
中国の篆刻家一覧（ちゅうごくのてんこくかいちらん）とは、中国の主な篆刻家を時代区分した上で諸流派毎に区分した一覧である（※流派の関係から一部の人物が重複する）。

## 時代区分

### 三国時代
- 楊利
- 宗養

### 宋・元
- 米芾
- 趙孟頫
- 吾丘衍
- 銭選
- 王冕

### 明・清
文派（長洲派・三橋派）
- 文彭・文嘉・璩之璞・陳万言・李流芳・徐象梅・帰昌世

徽派（皖派・新安印派・黄山派）
何派・雪漁派
- 何震・梁袠・呉正暘・呉忠・劉夢仙・陳賨・沈慶餘・胡正言・邵潜

泗水派
- 蘇宣・程遠・何通・陳彦明・姚叔儀・顧奇雲

婁東派
- 汪関・林皋・巴慰祖・沈世和

歙派
- 程邃・汪肇龍・巴慰祖・胡唐（以上を歙四家）・巴樹穀

鄧派（新徽派・後徽派）
- 鄧石如・包世臣・呉熙載・趙之謙・呉咨・胡澍・周啓泰・徐三庚

その他
- 朱簡・沈鳳・羅王常・甘暘・程樸・楊当時・汪徽

浙派（西泠印派）
- 丁敬・黄易・蔣仁・奚岡（西泠四家）
- 陳豫鍾・陳鴻寿・趙之琛・銭松（西泠後四家・上と合わせて西泠八家）
- 張燕昌・胡震・楊澥・董洵

莆田派
- 宋玨・魏植（伯昇）・黄昇（象侯）・林熊（公兆）・林晋（晋田）

雲間派
- 王曽麓・鞠昆皋

趙派（新浙派）
- 趙之謙・徐堯

黟山派
- 黄士陵・李尹桑・鄧爾雅

呉派
- 呉昌碩・王一亭

### 中華民国以降
斉派・京派
- 斉白石

趙派・虞山派
- 趙古泥・鄧散木

- 趙叔孺
- 王石経
- 胡钁
- 陳衡恪
- 易熹
- 王禔
- 沙孟海
- 来楚生